# Manzonia alexandrei
Manzonia alexandrei is een slakkensoort uit de familie van de Rissoidae. De wetenschappelijke naam van de soort is voor het eerst geldig gepubliceerd in 2010 door Gofas.